# Theridion rubiginosum
Theridion rubiginosum är en spindelart som beskrevs av Eugen von Keyserling 1884. Theridion rubiginosum ingår i släktet Theridion och familjen klotspindlar. Inga underarter finns listade i Catalogue of Life.